# الجلمة (حيفا)
تقع إلى الجنوب الشرقي من حيفا على بعد 14 كم نحو الجنوب الشرقي منها، وكانت تقع على السفح الشمالي لجبل الكرمل، وترتفع 75متراً عن سطح البحر، وتبعد نحو كيلومترين إلى الشرق من بلدة عسفيا، وكانت تقوم على خربة (العسافنة) في الزمن الغابر، بلغت مساحة أراضيها 7713 دونماً.

## القرية قبل الإحتلال
كانت القرية تقع على السفح الشمالي لجبل الكرمل، وتبعد نحو كيلومترين إلى الشرق من بلدة عسفيا. وعُدّت الجلمة مزرعة في (معجم فلسطين الجغرافي المفهرس). وكان طريق حيفا الناصرة العام  يمر على بعد 100 متر شمالي القرية. وكان يقع إلى الأسفل من الجلمة تماماً خربة عسافنة، حيث كان موقع القرية في الزمن الغابر. وقد قامت جامعة (ميسوري)، تدعمها شركة كورنينغ غلاس، بحفريات أثرية فيها خلال الفترة من سنة 1964 حتى سنة 1971. حيث وجد المنقبون ما يدل على أن القرية كانت مأهولة منذ القرن الأول للميلاد، وإكتشفوا معمل زجاج بلغ ذروته في الإنتاج أثناء القرن الرابع الميلادي.

## احتلال القرية
احتُل معظم القرى الواقعة في جوار الجلمة بعد سقوط حيفا مباشرة. ومن جملة التعليمات التي وُجّهت إلى ألوية الهاغاناه، العاملة في إطار خطة دالت، إسناد مهمة السيطرة على الطريق بين حيفا والجلمة إلى لواء كرملي، بحسب ما ورد في (تاريخ الهاغاناه). وقد تم الإحتلال وتهجير أهالي الجلمة في الأسبوع الأخير من نيسان/أبريل وأوائل أيار/مايو 1948، عندما أحتلت القوات الصهيونية مجموعة من القرى الواقعة في المنطقة الخلفية لحيفا، كبلد الشيخ.

## القرية اليوم
لا يوجد مستعمرات إسرائيلية على أراضي القرية حتى اليوم وانما تم إقامة معسكر للجيش في المنطقة وهو قائم حتى يومنا هذا.

## إحصاءات وحقائق
| إحصاءات وحقائق                    | القيمة                             |
| --------------------------------- | ---------------------------------- |
| تاريخ الاحتلال الصهيوني           | 1 أيار، 1948                       |
| البعد من مركز المحافظة            | 14 كم جنوب شرقي حيفا               |
| متوسط الارتفاع                    | 75 متر                             |
| الكتيبة المنفذة لللعملية العسكرية | كرملي                              |
| سبب النزوح                        | نتيجة طرد القوات الصهيونية للسكان. |
| مدى التدمير                       | غير معروف بسسب تعسر الوصول للبلدة  |
| التطهير العرقي                    | لقد تم تطهير البلدة عرقياً بالكامل  |

## ملكية الأرض
| الخلفية العرقية | ملكية الأرض/دونم |
| --------------- | ---------------- |
| فلسطيني         | 1                |
| تسربت للصهاينة  | 0                |
| مشاع            | 0                |
| المجموع         | 7,713            |

واليوم يحتل معسكر للجيش الإسرائيلي المنطقة، التي تكسوها أشجار الكينا، ولا وجود لمستعمرات إسرائيلية على أراضي القرية.